# Stéphane Dedebant
Stéphane Dedebant, né le 17 octobre 1970 à Paris, est un footballeur français.
Meneur de jeu « de poche », Dedebant réalise des débuts prometteurs au Stade Malherbe Caen au point d'être sélectionné en équipe de France de football A'. 
Diminué physiquement après une blessure sérieuse à 23 ans, il connaît plus tard trois relégations d'affilée en deuxième division avec trois clubs différents (SM Caen en 1997, LB Châteauroux en 1998, FC Sochaux en 1999), peu de temps avant de prendre sa retraite sportive.

## Carrière
Formé au RC Paris où il arrive en 1987 de l'US Chantilly, ce meneur de jeu de taille modeste, vif et technique, est recruté en 1992 par le Stade Malherbe Caen, tout juste qualifié pour la Coupe UEFA. 
Il s'affirme rapidement comme un joueur important au milieu de terrain, prenant rapidement la place du Néerlandais Willy Görter. Outre le match retour du premier tour de coupe d'Europe, qui voit Caen être éliminé par le Real Saragosse, il dispute 36 matchs de championnat pour sa première saison et marque sept buts.
Remarqué pour ses performances, il est sélectionné en équipe de France militaire pour la Coupe du monde de 1993 au Maroc, puis en équipe de France A' à trois reprises pendant l'été 1993. 
Malheureusement il se blesse gravement (rupture des ligaments croisés du genou) le 24 septembre 1993 lors d'un déplacement sur le terrain du FC Nantes. Revenu en fin de saison, il ne retrouve pas le niveau qui était le sien jusque-là et ne peut empêcher la relégation du club à l'issue de la saison suivante. Malgré sa volonté de rester en première division, le club le conserve dans l'effectif, et remporte avec lui le championnat de France de deuxième division en 1996. 
Le club normand étant de nouveau relégué en 1997, il part cette fois, à Châteauroux, tout juste promu en Division 1. Victime de blessures, il est peu utilisé, et souvent comme remplaçant. Il assiste à la relégation du club berrichon en Division 2. 
Stéphane Dedebant signe alors à Sochaux, qui remonte à son tour dans l'élite. Il y connaît une troisième relégation d'affilée, avec un troisième club. Il va cependant au bout de son contrat avec le club sochalien, disputant une saison en Division 2. Lors de la saison 2000-2001, handicapé par des blessures, il ne joue que dix minutes dans la saison. Après un essai en Écosse, à Heart of Midlothian FC, qui s'avère non concluant, il arrête sa carrière professionnelle. 
Il revient dans la région de Caen et achève ses études. En 2003, il signe à l'AJS Ouistreham, club amateur basé dans la banlieue de Caen, où il joue deux ans. Il quitte ensuite le monde du football.

## Reconversion
En 2005, il ouvre une maison de la presse dans une galerie marchande à Ouistreham. Il s'est également reconverti dans le tennis. Après avoir revendu sa librairie-presse, il investit dans un hôtel-restaurant toujours à Ouistreham. Depuis 2012, il est agent immobilier.

## Statistiques
| Saison                | Club                  | Championnat           | Championnat | Championnat | Coupe nationale | Coupe nationale | Coupe de la Ligue | Coupe de la Ligue | Compétition(s) continentale(s) | Compétition(s) continentale(s) | Compétition(s) continentale(s) | Total | Total |
| Saison                | Club                  | Division              | M.          | B.          | M.              | B.              | M.                | B.                | Comp.                          | M.                             | B.                             | M.    | B.    |
| 1992-1993             | SM Caen               | D1                    | 36          | 7           | 3               | 0               | -                 | -                 | C3                             | 1                              | 0                              | 40    | 7     |
| 1993-1994             | SM Caen               | D1                    | 18          | 5           | -               | -               | -                 | -                 | -                              | -                              | -                              | 18    | 5     |
| 1994-1995             | SM Caen               | D1                    | 35          | 4           | 1               | 0               | 1                 | 0                 | -                              | -                              | -                              | 37    | 4     |
| 1995-1996             | SM Caen               | D2                    | 40          | 6           | 4               | 2               | 2                 | 0                 | -                              | -                              | -                              | 46    | 8     |
| 1996-1997             | SM Caen               | D1                    | 35          | 1           | 1               | 0               | 1                 | 0                 | -                              | -                              | -                              | 37    | 1     |
| 1997-1998             | LB Châteauroux        | D1                    | 17          | 0           | 1               | 0               | 1                 | 0                 | -                              | -                              | -                              | 19    | 0     |
| 1998-1999             | FC Sochaux            | D1                    | 24          | 1           | 0               | 0               | 3                 | 1                 | -                              | -                              | -                              | 27    | 2     |
| 1999-2000             | FC Sochaux            | D2                    | 27          | 1           | 2               | 1               | 3                 | 0                 | -                              | -                              | -                              | 32    | 2     |
| 2000-2001             | FC Sochaux            | D2                    | 2           | 0           | -               | -               | -                 | -                 | -                              | -                              | -                              | 2     | 0     |
| Total sur la carrière | Total sur la carrière | Total sur la carrière | 234         | 25          | 12              | 3               | 10                | 1                 | -                              | 1                              | 0                              | 257   | 29    |

Repères
- 1er match en Division 1 : Montpellier HSC-SM Caen (2-0), le 8 août 1992
- Matchs en Division 1 : 165 matchs et 18 buts[6]

Sélections
- Sélection en équipe de France militaire (participation à la Coupe du monde militaire en juin 1993)
- 3 sélections en équipe de France de football A'

## Palmarès
- Champion de France de Division 2 en 1996 (SM Caen) et en 2001 (FC Sochaux)